# 皮爾訥坎普爾山

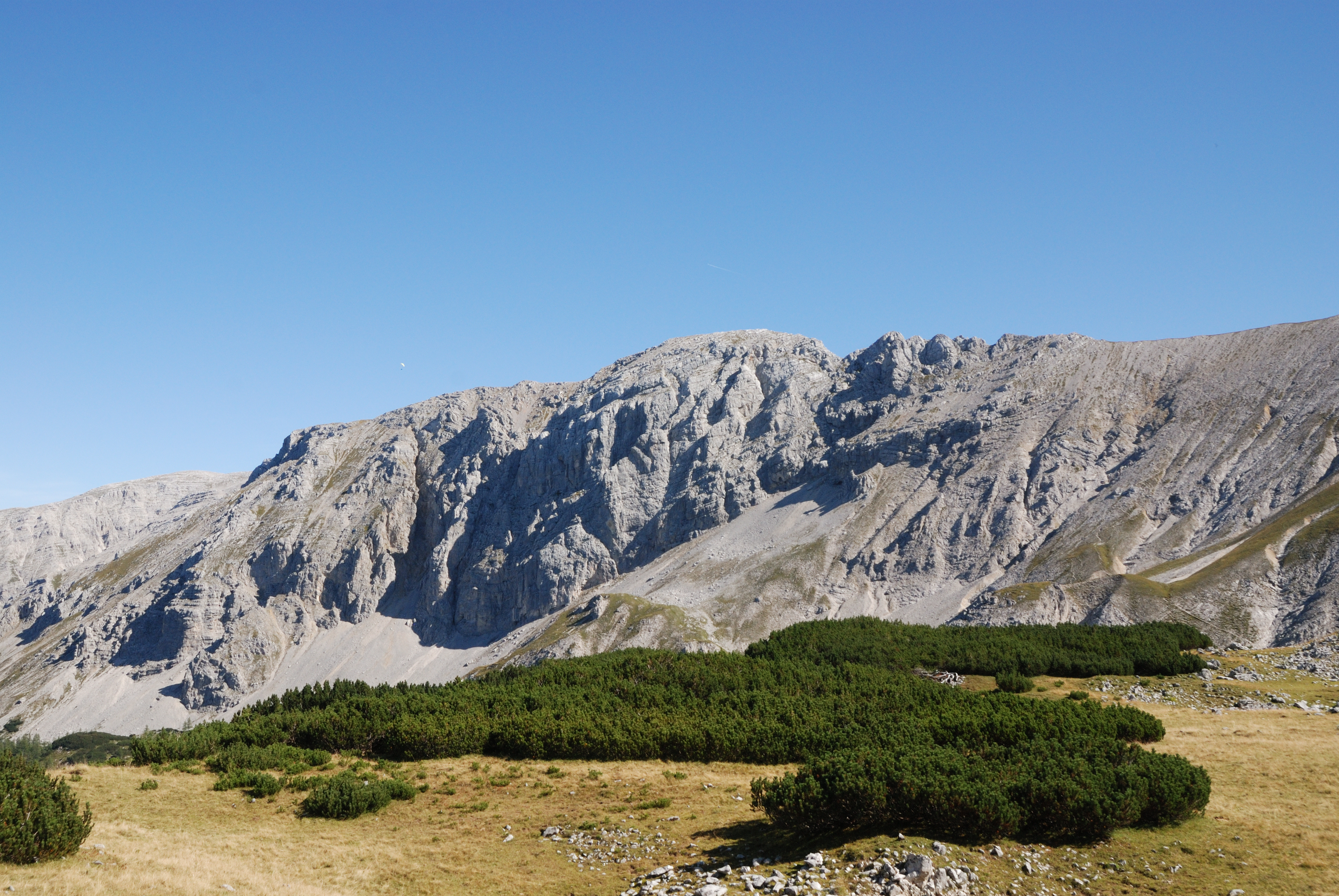

47°38′56″N 14°11′54″E / 47.64889°N 14.19833°E
皮爾訥坎普爾山（德語：Pyhrner Kampl），是奧地利的山峰，位於該國中部，處於上奧地利州和施泰爾馬克州接壤的邊界，屬於瓦申克山脈的一部分，距離施羅肯山1公里，海拔高度2,241米。